# Historia de Castilla y León

La historia de Castilla y León incluye los primeros asentamientos en la zona y se prolonga hasta la actualidad. La comunidad autónoma es el resultado de la unión en 1983 de nueve provincias: las tres que, tras la división territorial de 1833, por la que se crearon las provincias, se adscribieron a la Región de León y seis adscritas a Castilla la Vieja, exceptuando en este último caso las provincias de Santander (actual comunidad autónoma de Cantabria) y Logroño (actual comunidad autónoma de La Rioja).

## Prehistoria

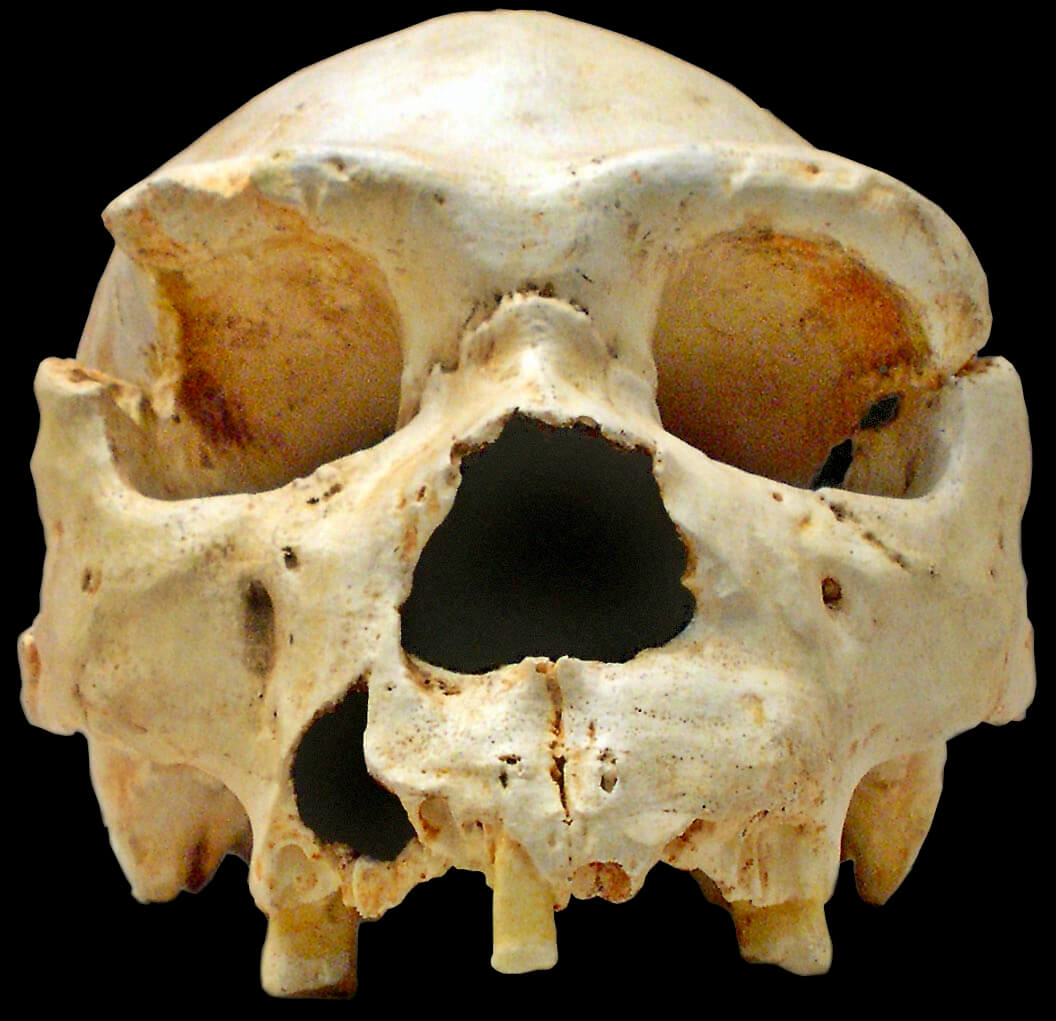
Cráneo de Homo heidelbergensis.Atapuerca.

Muchos son los hallazgos arqueológicos que muestran que en la prehistoria estas tierras estaban ya habitadas. En la sierra de Atapuerca se han encontrado gran cantidad de huesos de los ancestros del Homo sapiens, convirtiendo estos hallazgos en uno de los más importantes para determinar la historia de la evolución humana. El descubrimiento más importante y que catapultó el yacimiento a la fama internacional fue el de los restos de Homo Heidelbergensis.

## Neolítico, Calcolítico, Bronce

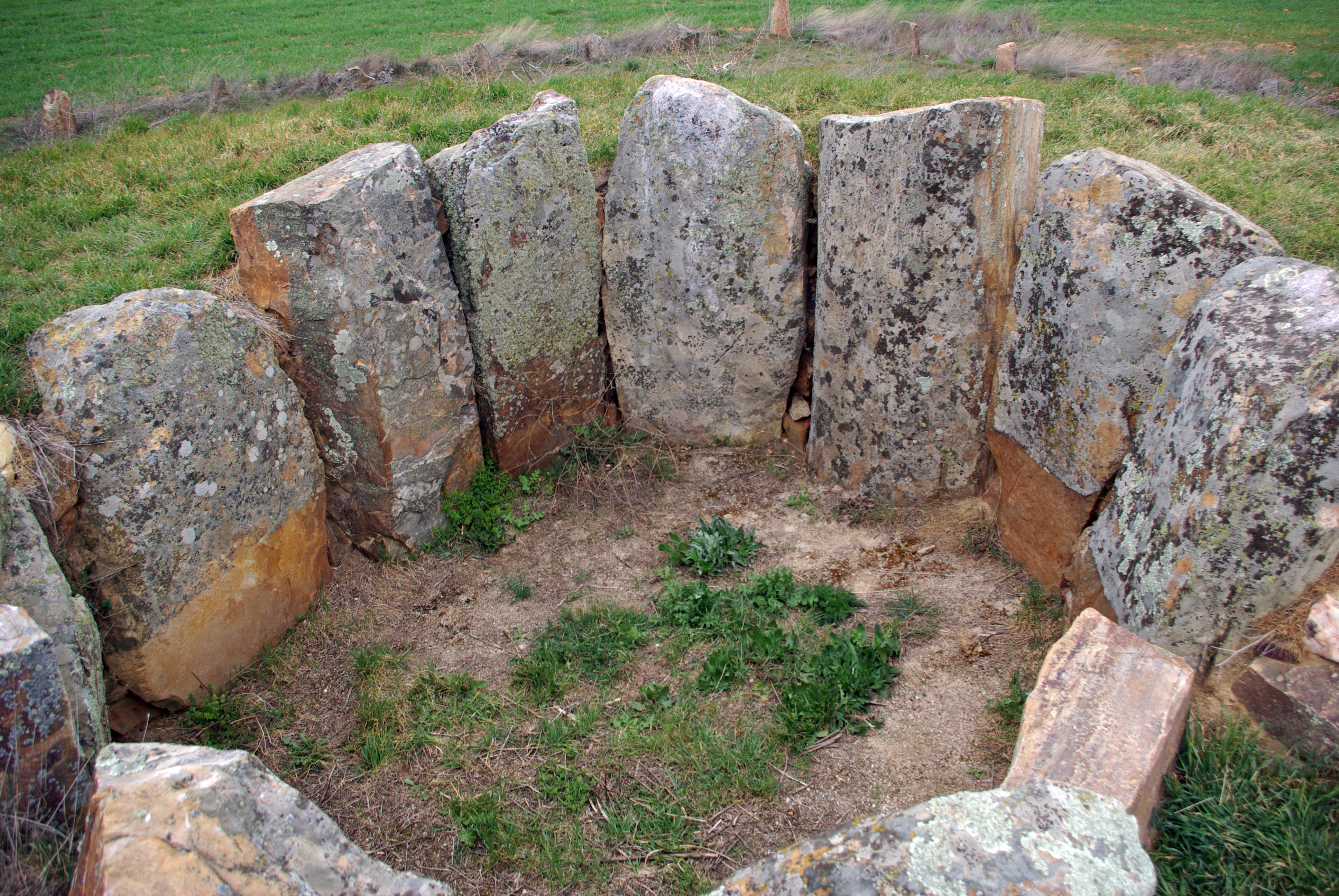
Dolmen de San Adrián, cultura neolítica, provincia de Zamora.

La revolución neolítica llegó al valle del Duero a partir del 4000 a. C encontrándonos con ejemplos de megalitismo en la provincia de Zamora como el Dolmen de San Adrián o Los Zumacales en Simancas. 
La Muralla de Pico de la Mora es calcolítica, y es una de las más antiguas del norte de la península.
Los vacceos era un pueblo agrícola colectivista cerealista, cuyos restos se han hallado en yacimientos como los de Soto de Medinilla y Pintia.
La cultura de Cogotas I, de la Edad del Bronce,  se expande por toda la Meseta, y toma su nombre del yacimiento de Las Cogotas. Ese mismo yacimiento contiene cultura material de la Edad del Hierro.

## Edad Antigua

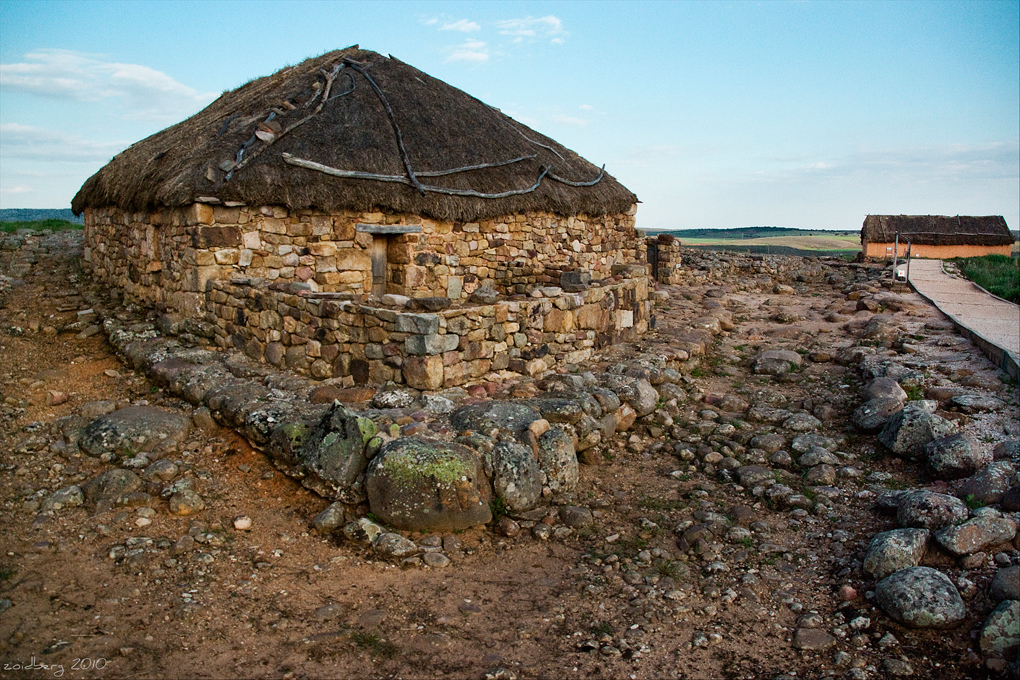
Reconstrucción de una casa celtíbera en Numancia.

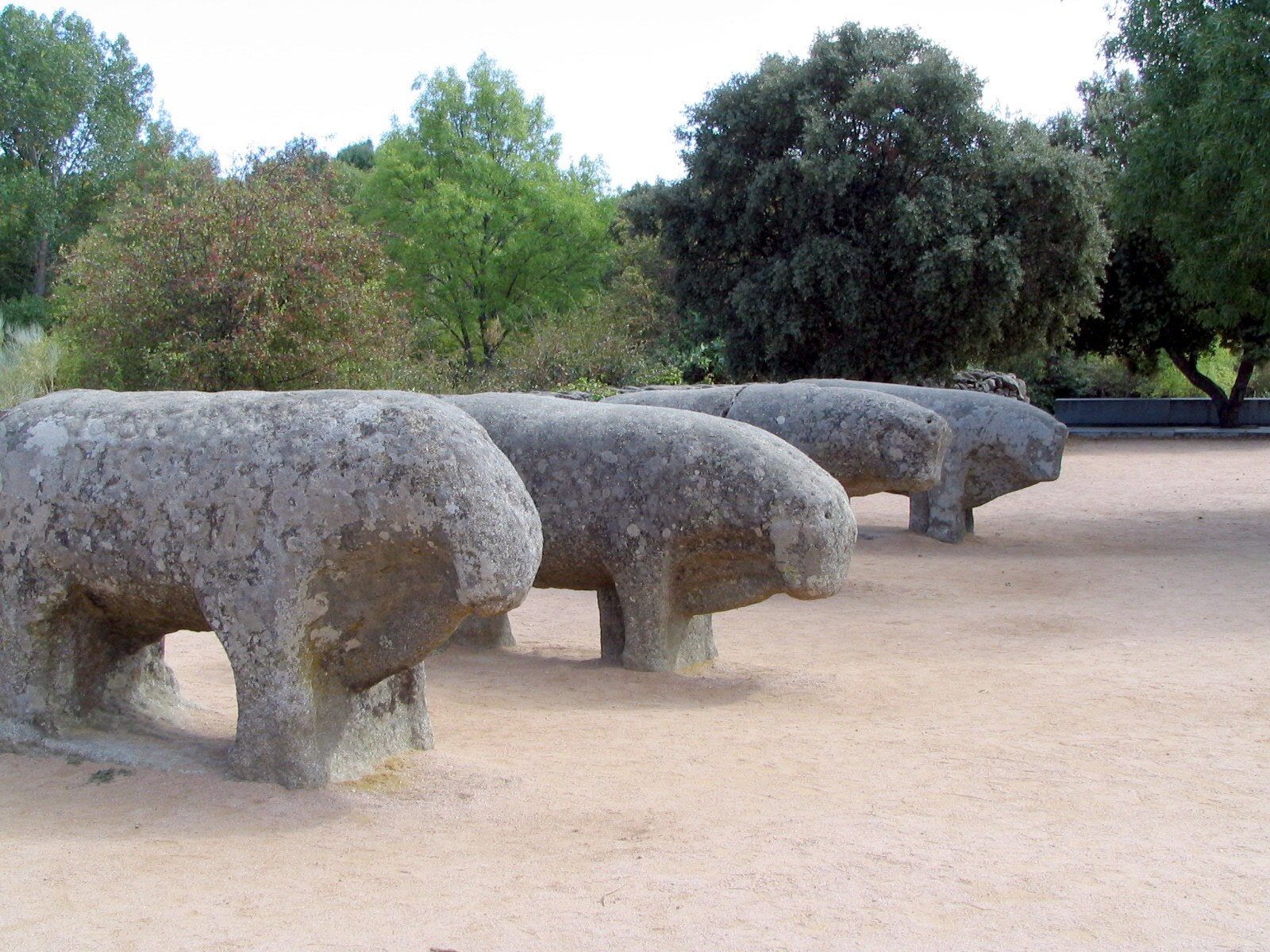
Toros de guisando de origen celta en El Tiemblo

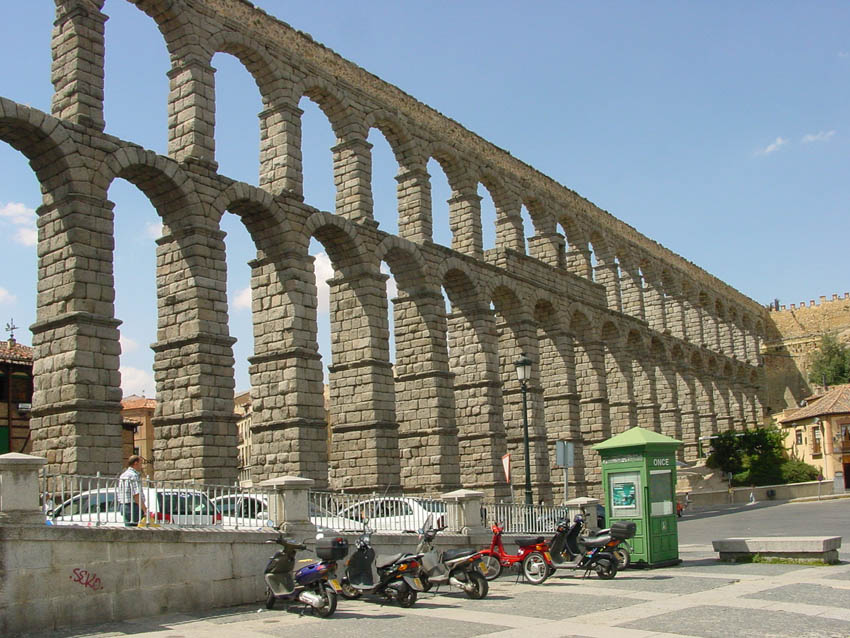
Acueducto de Segovia, construcción romana.

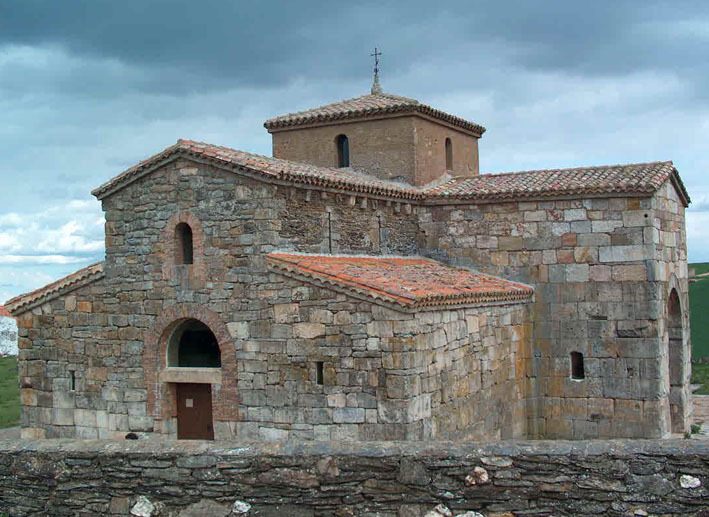
San Pedro de la Nave, arquitectura visigoda.

Antes de la llegada de los romanos, se sabe que los territorios que conforman hoy Castilla y León estaban ocupados por diversos pueblos celtas, como los vacceos, los autrigones, los vetones, astures, cántabros, turmogos o celtiberos.
Con la llegada de las tropas romanas, se dieron enfrentamientos entre los pueblos prerromanos y estas. En la historia queda la resistencia de Numancia, cerca de la actual Soria.
La romanización fue imparable, y hasta nuestros días han quedado grandes obras de arte romanas, principalmente el Acueducto de Segovia así como muchos restos arqueológicos como los de la antigua Clunia y la Vía de la Plata, con origen en Astorga y que cruza el oeste de la comunidad hasta la capital de Extremadura, Mérida.
Según el obispo Hidacio en su Chronicon, los pueblos suevos y vándalos hasdingos —que junto a vándalos silingos y alanos habían entrado en la península ibérica por el paso de Roncesvalles entre septiembre y octubre de 409— cruzaron el norte de la meseta Norte (actuales provincias de Burgos, Palencia y León) hasta su establecimiento en la Gallaecia, en las ciudades de Bracara (Braga) y Lvcvs (Lugo). Eventualmente estos pueblos germanos se extendieron por la parte oeste de la península (Gallaecia, Lusitania y parte occidental de la Cartaginense). Roma pretendió que los visigodos se ocuparan de estos invasores y, a raíz de las hostilidades iniciadas por el rey suevo Rekhiario, constituyó el inicio de la intervención visigoda en la península. En 455 tuvo lugar una batalla en el río Órbigo —cerca de Asturica, actual Astorga— que enfrentó a visigodos, —liderados por Teodorico II— y suevos. A partir de la victoria visigoda fueron atacadas varias ciudades de la zona sueva, como la propia Asturica y el Castrum Coviacense (actual Valencia de Don Juan).
A lo largo del resto del siglo V —de forma paralela a la definitiva desintegración del poder romano central y al fin de la Edad Antigua en la civilización occidental— se asentó en la meseta Norte un contingente de colonos visigodos. Una de las áreas de asentamiento más intenso, conocida como los Campos Góticos, se identifica en la actualidad con la Tierra de Campos.

## Edad Media

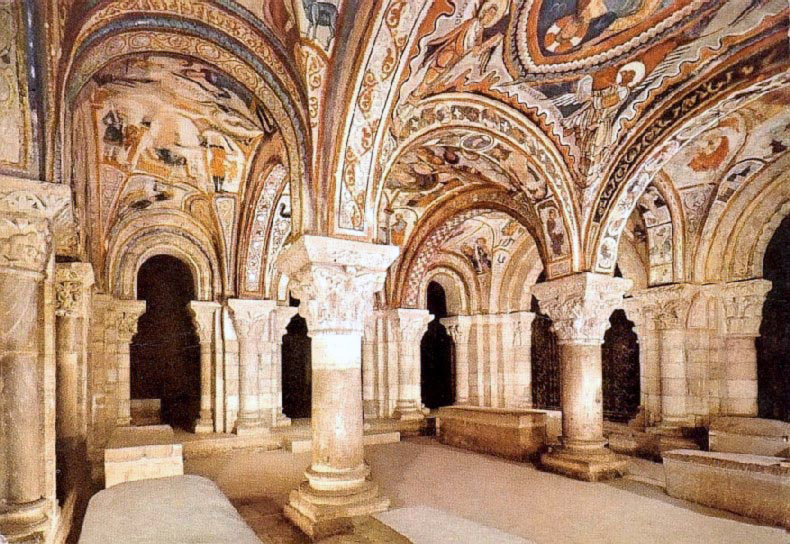
Panteón de reyes de San Isidoro de León

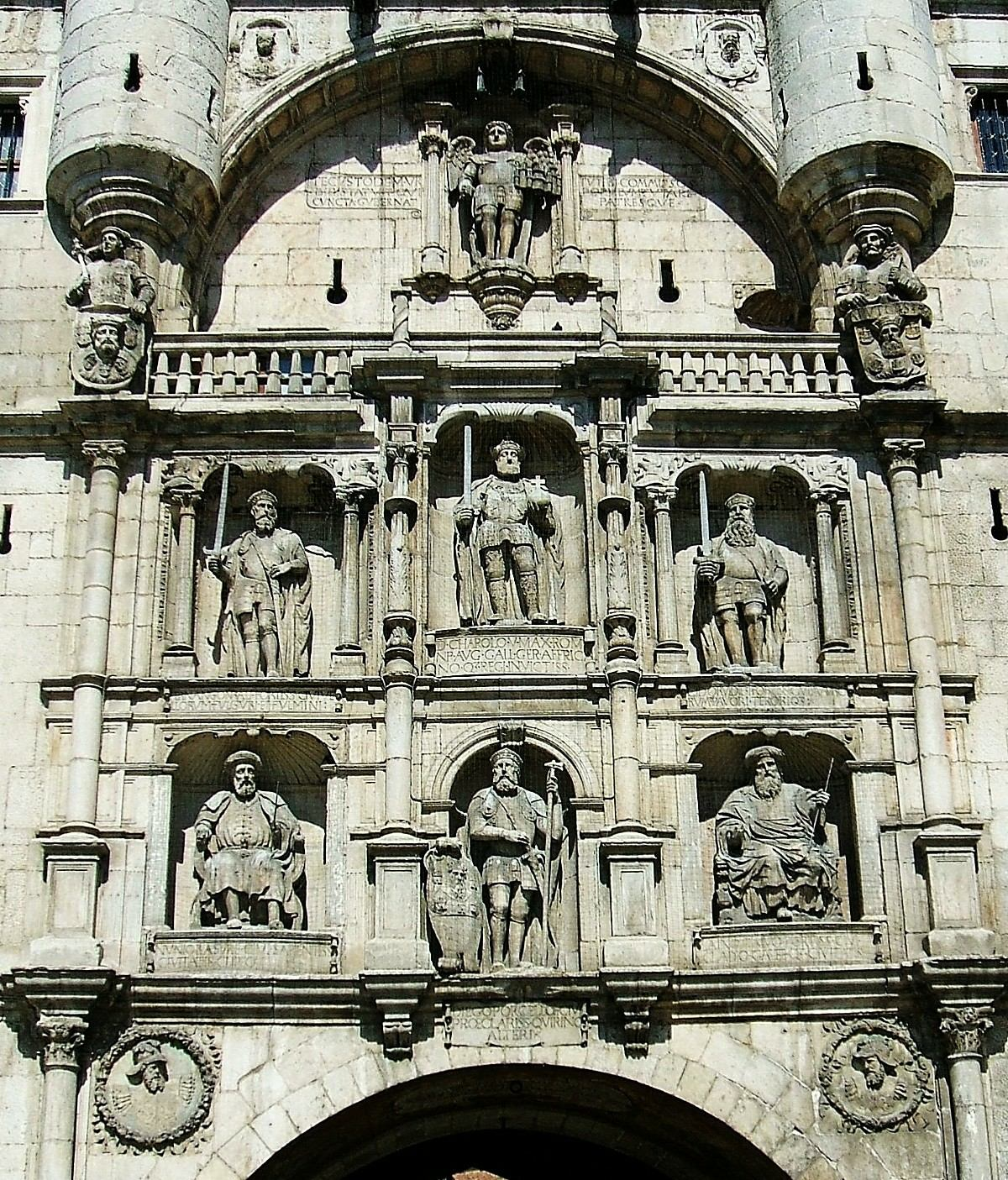
Los Jueces de Castilla y Fernán González en el Arco de Santa María, Burgos.

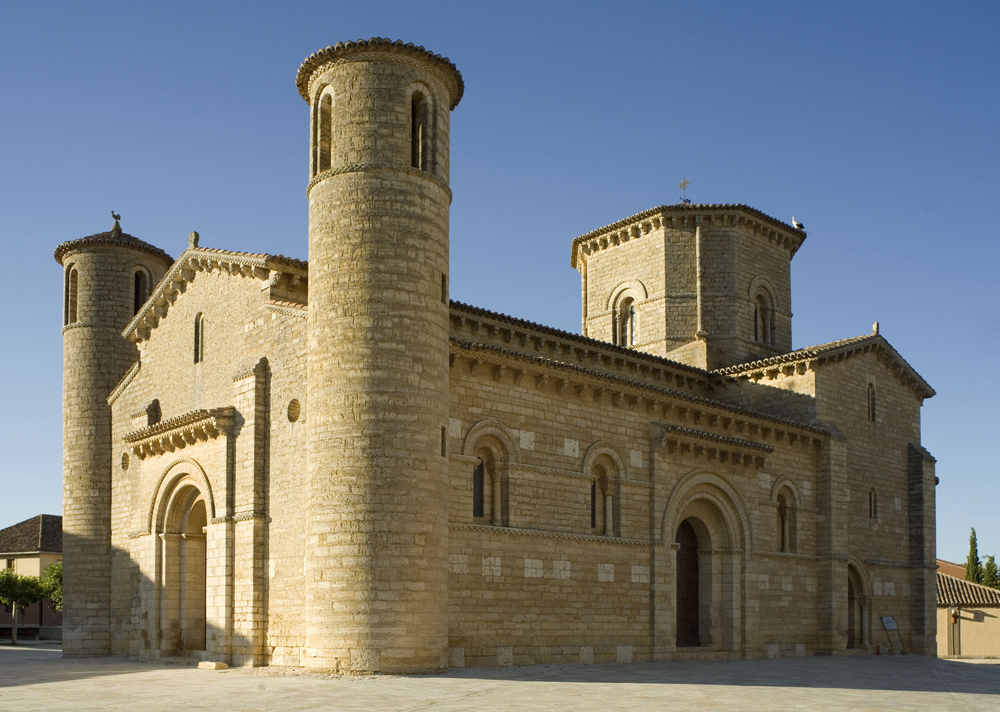
Iglesia románica en Frómista, en el Camino de Santiago.

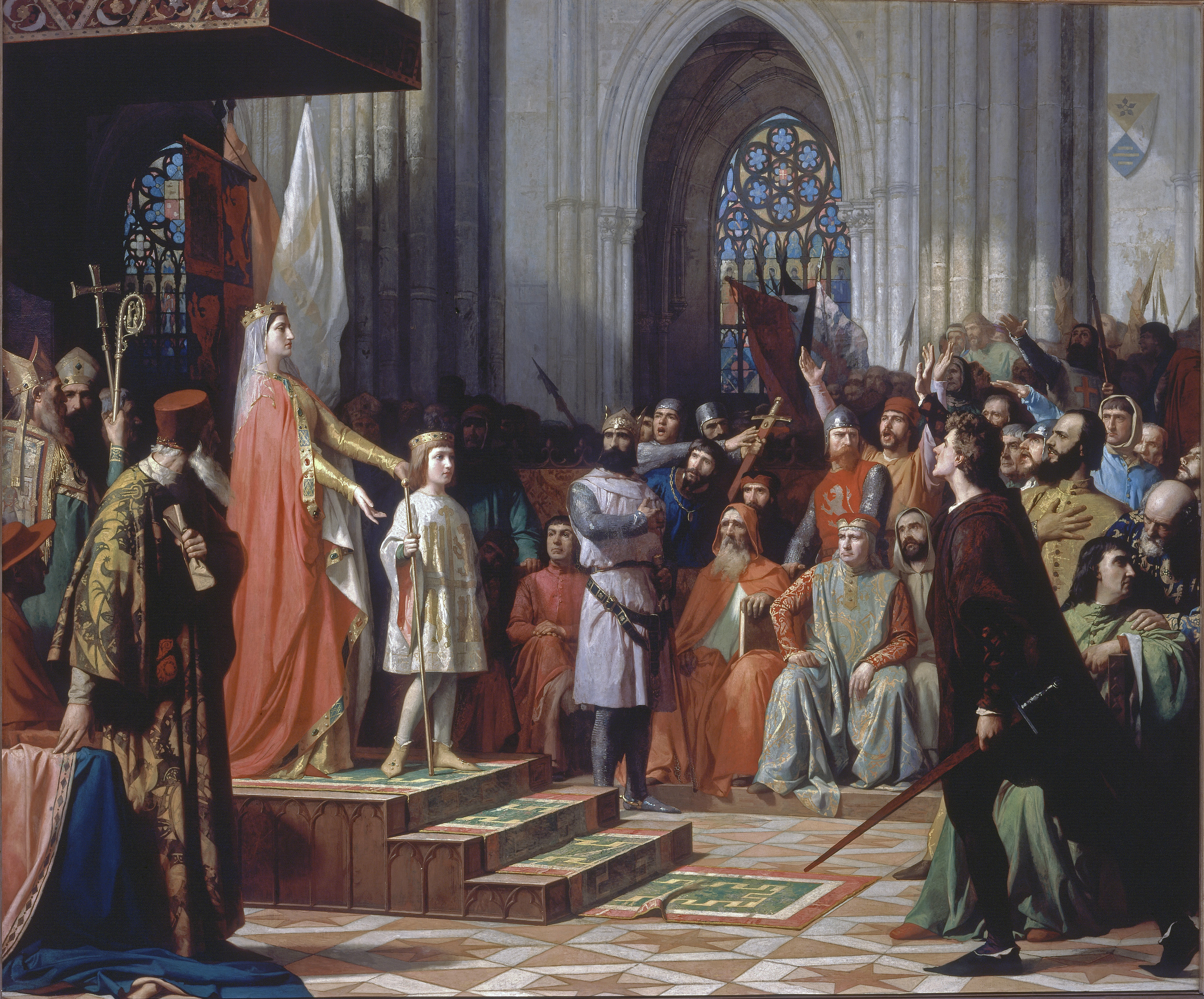
María de Molina presenta a su hijo Fernando IV en las Cortes de Valladolid de 1295. Óleo sobre lienzo de Antonio Gisbert Pérez. 1863. Congreso de los Diputados.

Con la caída de Roma, las tierras fueron ocupadas por los pueblos visigodos. La posterior llegada de los musulmanes y la posterior reconquista mucho tiene que ver con la actual composición de la península ibérica. En la zona montañosa de la actual Asturias se formó un pequeño reino cristiano que se oponía a la presencia islámica en la península ibérica. Se proclamaban herederos de los últimos reyes visigodos, que a su vez habían sido profundamente romanizados. Esta resistencia de herencia visigodo-romana y apoyada en el cristianismo, fue haciéndose cada vez más fuerte y expandiéndose hacia el sur, pasando su capital a la ciudad de León y creando así el Reino de León. Para favorecer la repoblación de las nuevas tierras reconquistadas, se concedían por parte de los monarcas Fueros o Cartas de Repoblación. Ejemplo temprano de ese fenómeno es la Carta Puebla de Brañosera que precipita el fenómeno foramontano. 
El fenómeno de la reconquista comienza con progresivos avances y retrocesos territoriales hasta que se fija en la línea del Duero la división con el poder islámico peninsular. El Rey de León favorece el repoblamiento de Valladolid y Zamora.
Simultáneamente, un condado de este reino cristiano de León, empieza a adquirir autonomía y a expandirse. Se trata del primigenio Condado de Castilla, que crecerá hasta convertirse en un verdadero Reino de gran pujanza de entre los reinos cristianos peninsulares. Fernán González unifica todos los condados de la Marca Oriental del Reino de León, denominándolo Castilla, nombre que recoge de la Castella Vetula origen de la marca cuyo uso está por primera vez documentado en Taranco de Mena. En este territorio la base jurídica era el derecho consuetudinario de las fazañas aplicado por los Jueces de Castilla. Los Cartularios de Valpuesta recogen las primeras pinceladas del romance castellano, lengua romance influenciada por la vecindad con el euskera.
León y Castilla se siguieron expandiendo hacia el Sur, incluso más allá del Duero. En esos territorios la organización territorial será a partir de la Comunidad de Villa y Tierra. Es lo que se conoce como la Extremadura castellana.
En la Edad Media se popularizó la peregrinación por parte de la cristiandad a Santiago de Compostela. El Camino de Santiago trascurre a lo largo de la región, lo que contribuyó a que la cultura europea viajara y se expandiera en la península. A día de hoy dicho Camino sigue siendo un reclamo turístico y cultural de primer orden.
Estamos en la plena Edad Media y los cantares de gesta narran las grandes historias de los nobles cristianos que luchaban contra el enemigo musulmán. A pesar de ello, los reyes cristianos y musulmanes mantenían relaciones diplomáticas. Claro ejemplo es El Cid, paradigma del caballero medieval cristiano, que luchó tanto de la mano de los reyes cristianos como de los musulmanes.
En 1188 la basílica de San Isidoro de León había sido sede de las primeras Cortes de la Historia de Europa con participación del Tercer Estado. El rey que las convocó fue Alfonso IX.
La base jurídica era el Derecho Romano, debido a lo cual los reyes cada vez querían más poder, a semejanza de los emperadores romanos. Este hecho se ve muy claramente ya en Las 7 Partidas de Alfonso X, que ya deja claro el monismo imperial que buscaba. El Rey no quería ser un primus inter pares, el Rey era la fuente del derecho.
Las bases de la unificación dinástica de los reinos de Castilla y León, separados tan solo siete décadas, se habían puesto en 1194. Alfonso VIII y Alfonso IX firmaron en Tordehumos el tratado por el que se pacificaba la zona de Tierra de Campos y se ponían las bases de una futura reunificación de los reinos, consolidada en 1230 con Fernando III, el Santo. Este acuerdo ha pasado a la historia como Tratado de Tordehumos.
Ya con Fernando III, Castilla y León se une bajo un mismo reino de manera definitiva y hasta nuestros días, y antes de él los reinos ya habían permanecido bajo el mismo mando durante algunas temporadas.
La reconquista siguió avanzando en esta pujante Corona de Castilla, y se culminó con la rendición del Reino Nazarí de Granada. En esta época, los reyes ya habían adquirido gran poder, estábamos en la época de las monarquías autoritarias.

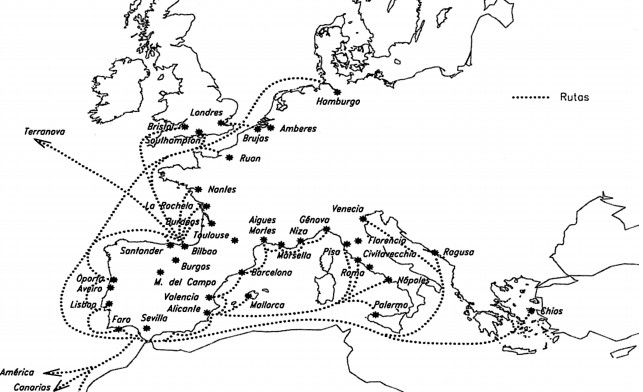
Comercio internacional castellano de los siglos y. Consulado de Burgos.

## Edad Moderna

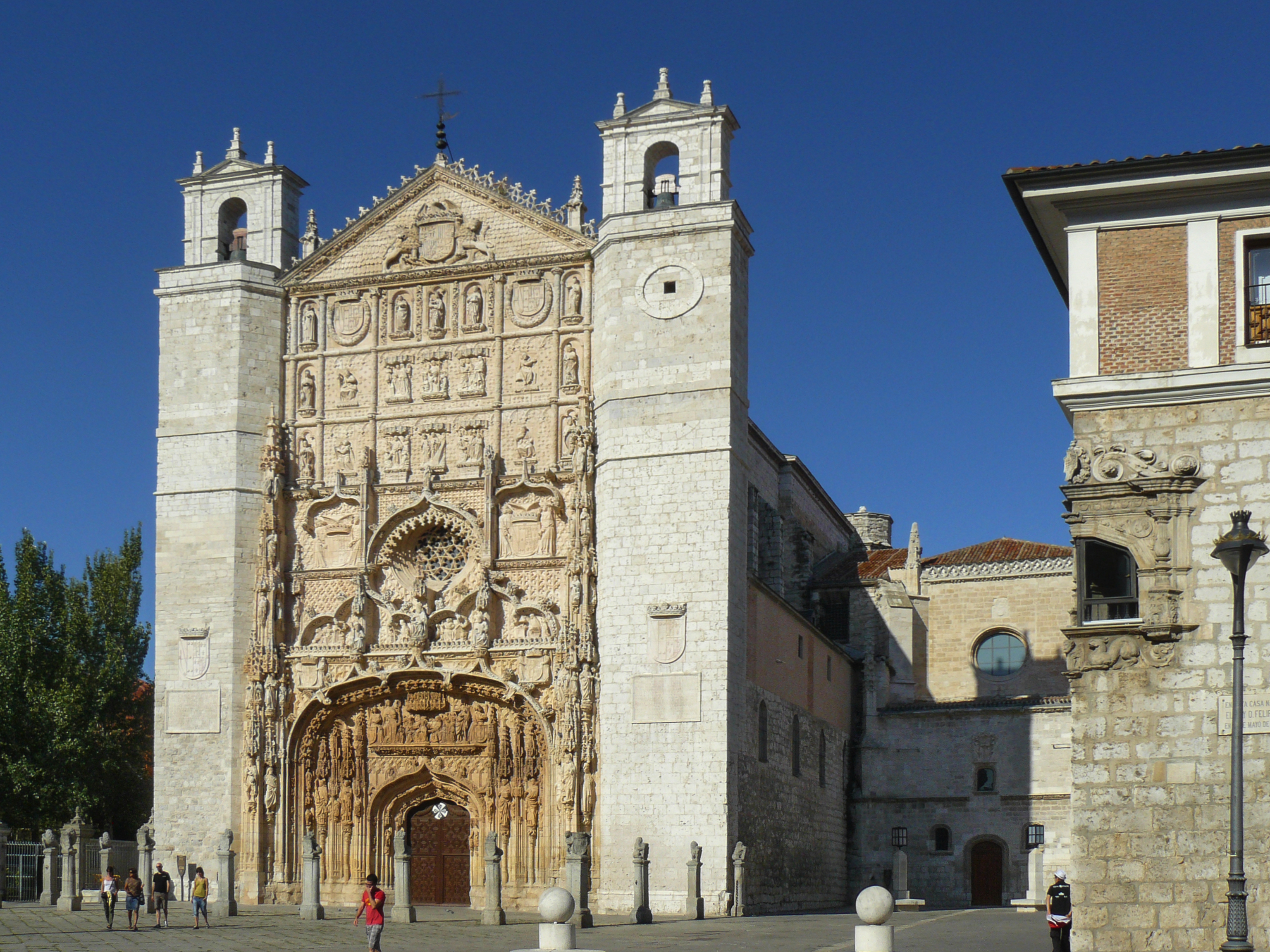
Colegio de San Gregorio, donde se desarrolló la Junta de Valladolid y Palacio de Pimentel, lugar de nacimiento de Felipe II.

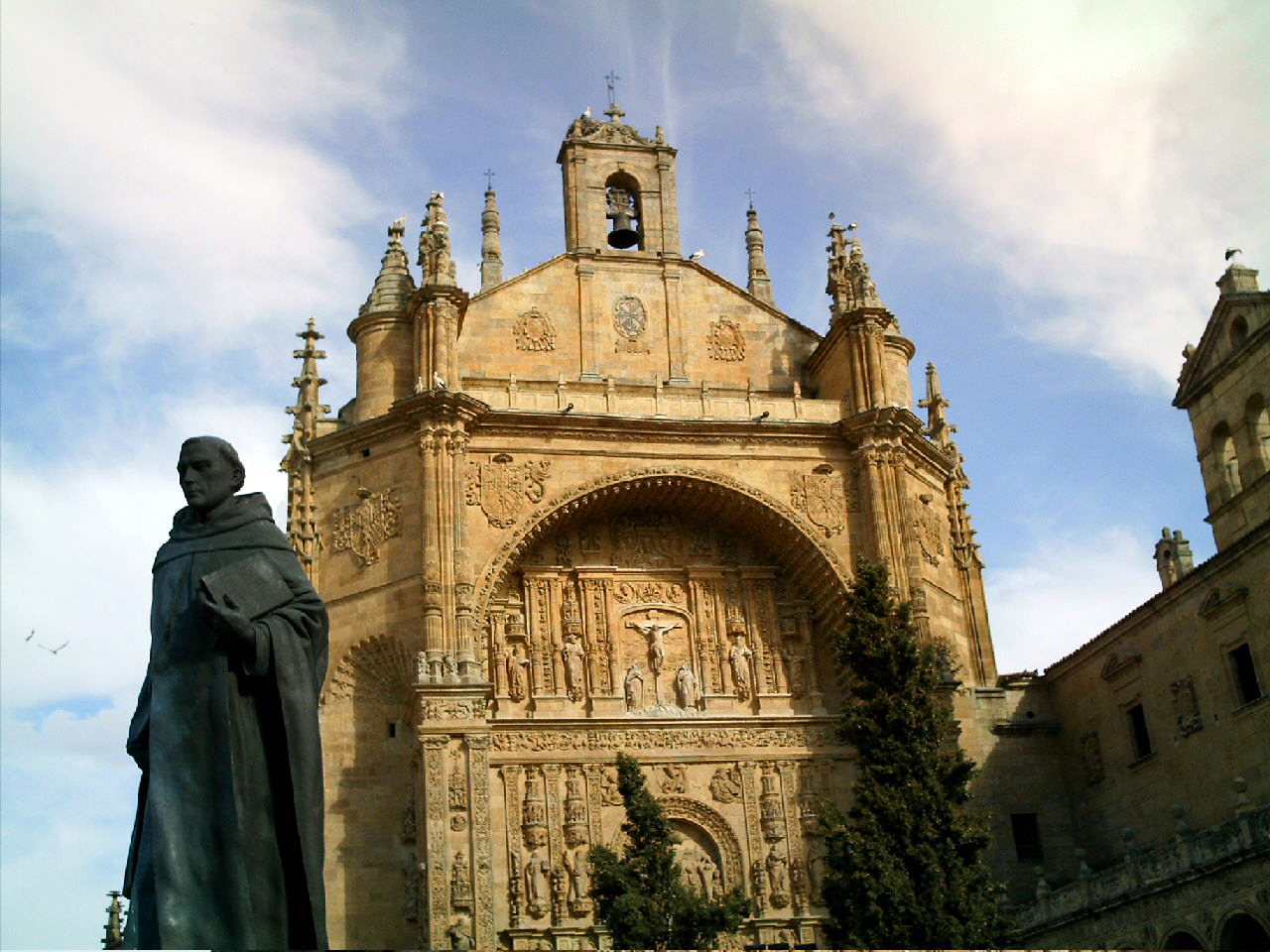
Convento de San Esteban y estatua de Francisco de Vitoria en Salamanca.

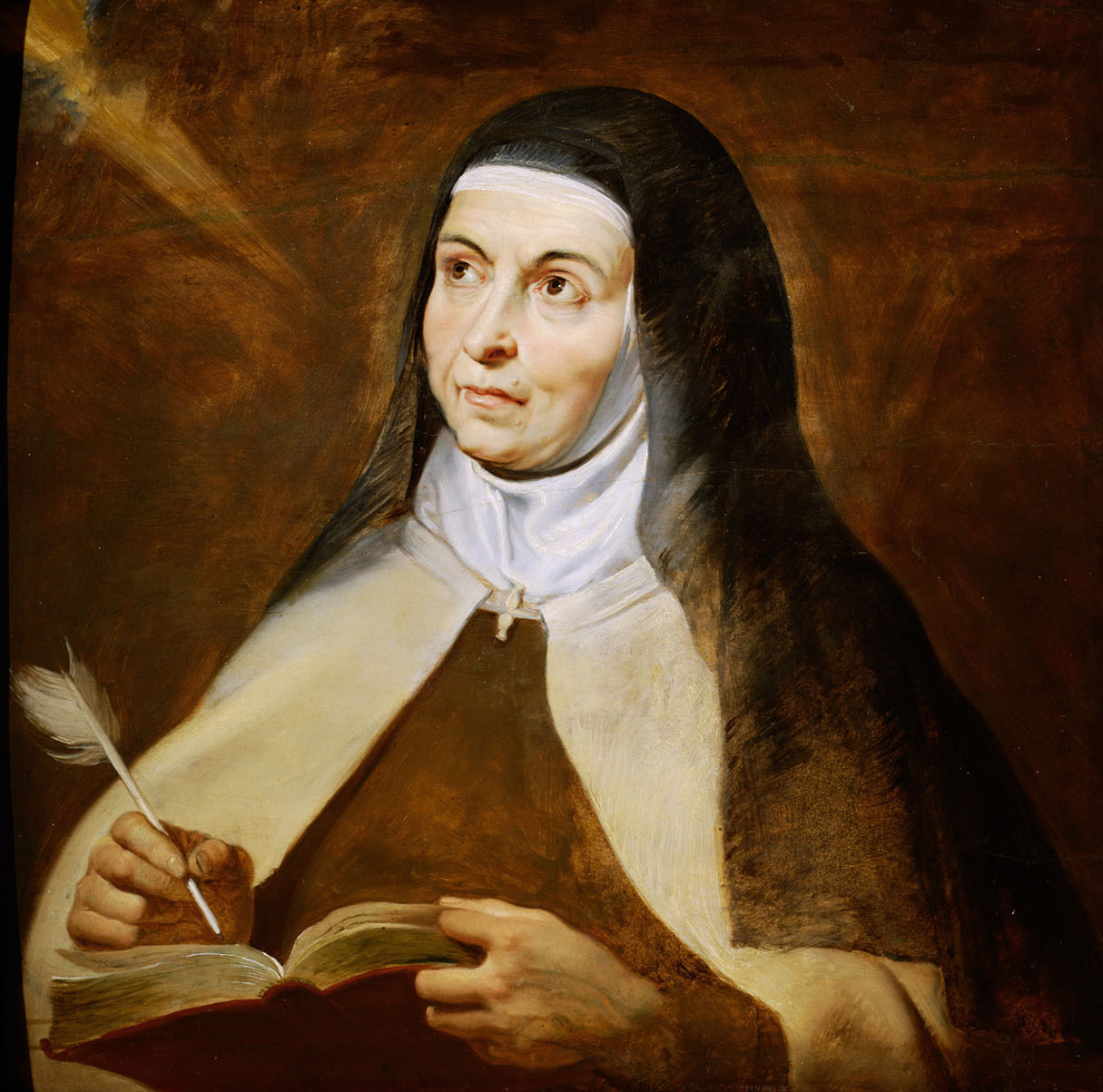
Teresa de Jesús, mística de la Contrarreforma.

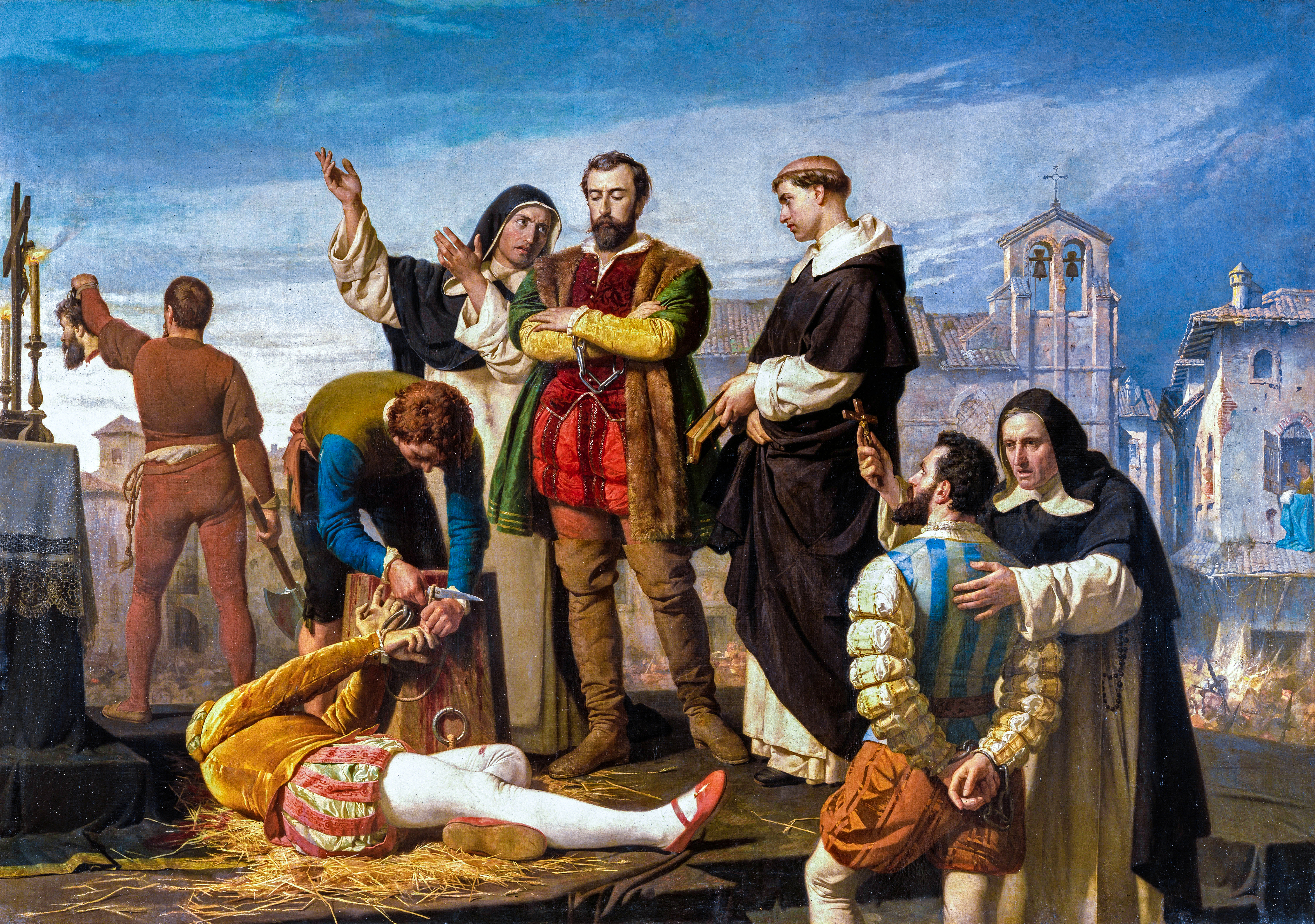
Ejecución de los comuneros de Castilla tras su derrota en la batalla de Villalar.

De los hechos que concluyeron con la unión de la Corona de Castilla y la Corona de Aragón bajo un mismo monarca la región tiene varias constancias. La reina de Castilla, Isabel I, había nacido y se había criado en la provincia de Ávila. Llegó a reina tras una guerra civil castellana que ganó a los partidarios de Juana la Beltraneja. El matrimonio de Isabel I de Castilla y Fernando II de Aragón se llevó a cabo en el Palacio de los Vivero, en la ciudad de Valladolid en 1469. En 1492 y bajo el patrocinio de la Corona castellana, Cristóbal Colón descubre América. Muere en Valladolid en 1506 pensando que ese territorio era Asia.
Con el descubrimiento de América, Castilla y León tiene un papel de gran relevancia en el ámbito jurídico-universitario y teológico. Burgos, Valladolid y Salamanca son las tres ciudades donde se desarrolló toda la legislación de Indias, y se debatió sobre preceptos de Derecho Internacional, teología y la situación de los indígenas americanos. Estamos hablando de los dominicos Francisco de Vitoria, Bartolomé de las Casas, Fernando Vázquez de Menchaca y leyes como las de Burgos o Valladolid. Dichas leyes son considerados por algunos autores como precursoras de las cartas modernas de derechos humanos.
También en la región se decidió cómo repartirse el Nuevo Mundo entre portugueses y castellanos, en el conocido Tratado de Tordesillas de 1494.
Pero con la incapacidad de la última reina Trastámara, Juana I, y la llegada de una nueva dinastía, los Habsburgo, Castilla cayó en una guerra civil, las Comunidades de Castilla. Los monarcas austro-borgoñones traían una visión imperial que a vista de los castellanos no beneficiaba a esta tierra. Los nuevos monarcas, además, ansiaban ya no una Monarquía Autoritaria, si no la Absoluta, y las Cortes Medievales representadas por los 3 Estados sólo suponían un estorbo para esas ambiciones. Finalmente los comuneros fueron derrotados y los Habsburgo afianzaron su poder, creando uno de los mayores imperios que ha habido nunca sobre la tierra. Los privilegios feudales fueron desapareciendo de la Península, ya que los monarcas querían ese mismo poder que tenían en Castilla también en Aragón, lo que acabó homogeneizando la actual España.
Como Día de Castilla y León se ha escogido el la fecha histórica del 23 de abril, día en el que, en 1521, los comuneros castellanos fueron derrotados. Desde finales de la década, varias decenas de miles de castellanoleoneses acuden a Villalar de los Comuneros (Valladolid), a celebrar el día. Como precursor y antecedente más remoto se cita el homenaje que El Empecinado realizó a los comuneros en Villalar en 1821.
El rey Felipe II nació en la ciudad de Valladolid en 1527. Se le conocía como el rey sol, pues sus territorios concentraban desde los Países Bajos españoles hasta Filipinas pasando por América. Durante 1601 hasta 1606, por influencia del Duque de Lerma, la capitalidad del reino recayó en Valladolid, pasando después a Madrid, hasta nuestros días.

## Edad Contemporánea

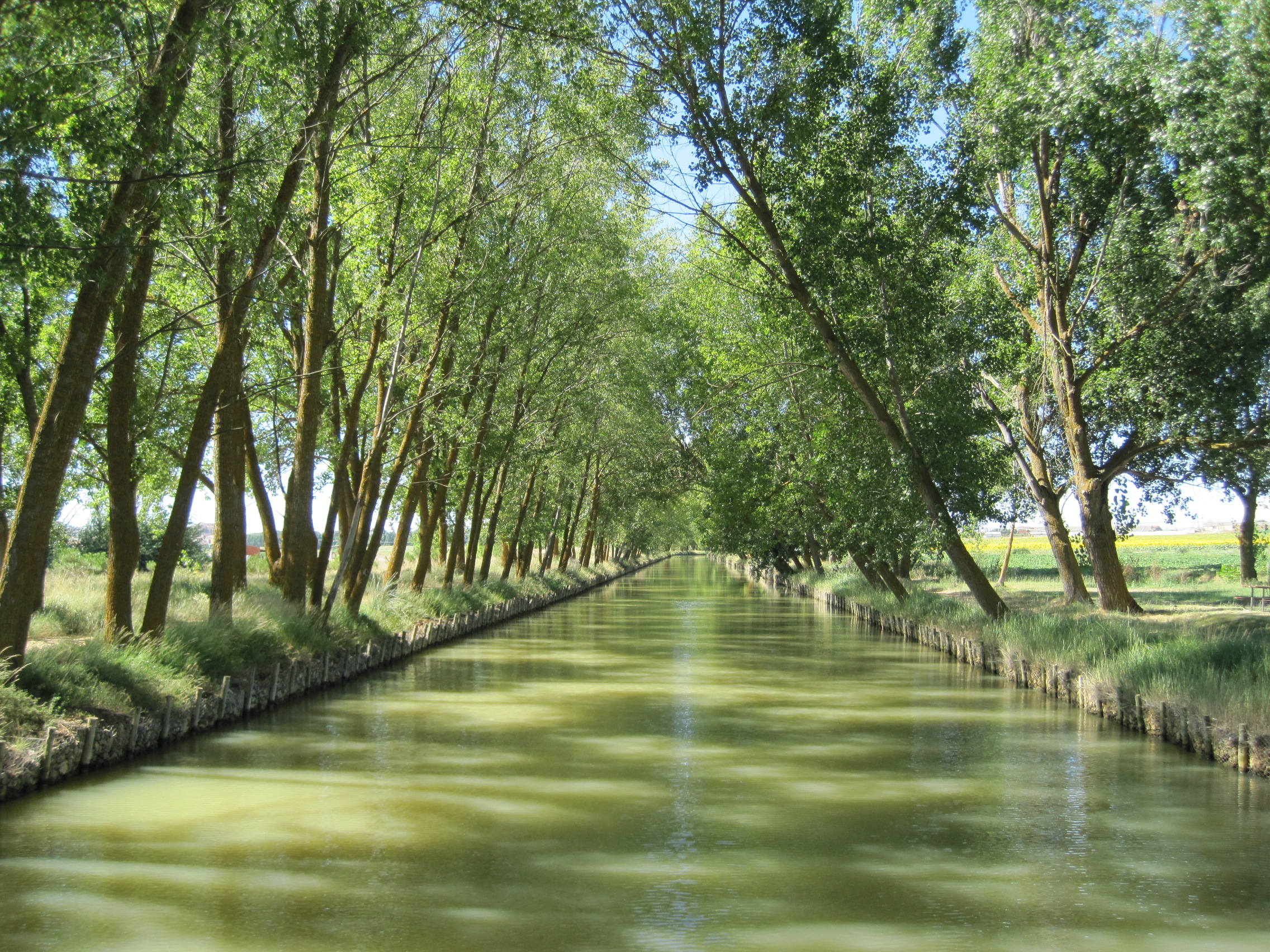
Canal de Castilla.

Distribución geográfica del crecimiento de la población española entre 1950 y 1981. Periodo de grandes desbalances regionales, se produjo un éxodo rural masivo que despobló el campo (hacia las capitales regionales y de provincia) y la España interior (hacia Madrid, Cataluña, País Vasco y Comunidad Valenciana).

El siglo XVI es de auge para Castilla y León. Durante este periodo Valladolid fue capital de la Corona y la Contrarreforma católica fundaba sus bases en el misticismo de Teresa de Jesús y San Juan de la Cruz así como en el sustento ideológico de la Escuela de Salamanca de Francisco de Vitoria y las teorías de Bartolomé de las Casas tras la Junta de Valladolid. 

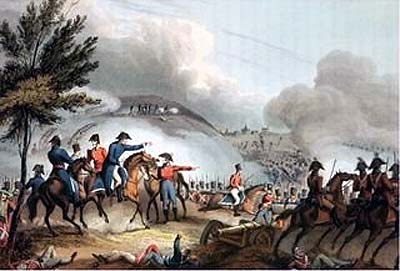
Batalla de Arapiles.

Sin embargo, en los siglos siguientes, con el paso de la capital de la Corona a Madrid y la pérdida de centralidad política, empieza un progresivo decrecimiento demográfico y una continuada crisis que perdura hasta el siglo XIX. En ese momento, la región es eminentemente rural y de economía agrícola. Con la Ilustración, comienza una incipiente actividad industrial. Muestra de ello son el canal de Castilla y la llegada del ferrocarril. La industrial harinera y cerealista será la base de este sector en la comunidad, junto a la minería en la cornisa cantábrica y los telares catalanes en el conjunto de España.
Durante la Guerra de la Independencia Española, el mito de los Comuneros resurge como ideal de los liberales españoles. Famoso es el homenaje de El Empecinado a los líderes comuneros en Villalar. En el debate federalista de España en los siglos XIX y XX existen proyectos de un Estado federado castellano-leonés de once provincias, que no cristalizan por el golpe de Estado franquista y la victoria del bando sublevado de éste en la Guerra Civil Española.
La industrialización pasará de largo en gran parte de la región, provocando un éxodo rural en la segunda mitad del siglo XX hacia otras zonas industrializadas del país como Bilbao, Madrid y Barcelona. Este hecho solo se verá mitigado en Valladolid gracias a la industria del automóvil.
Con la Transición Española tras la muerte del dictador Francisco Franco resurge un regionalismo castellanoleonés que coge forma en las primeras celebraciones de Villalar de los Comuneros a finales de los años 1970. Es la Castilla y León de las novelas de Miguel Delibes y en sus escritos en El Norte de Castilla, de Félix Rodríguez de la Fuente y de las canciones del grupo el Nuevo Mester de Juglaria o Celtas Cortos.
En la actualidad, la crisis demográfica continua en la región, a pesar de la llegada de la alta velocidad ferroviaria y la especialización de la comunidad en las industrias agroalimentaria, energética, de turismo rural y del automóvil.

## Segunda República, Guerra Civil y franquismo

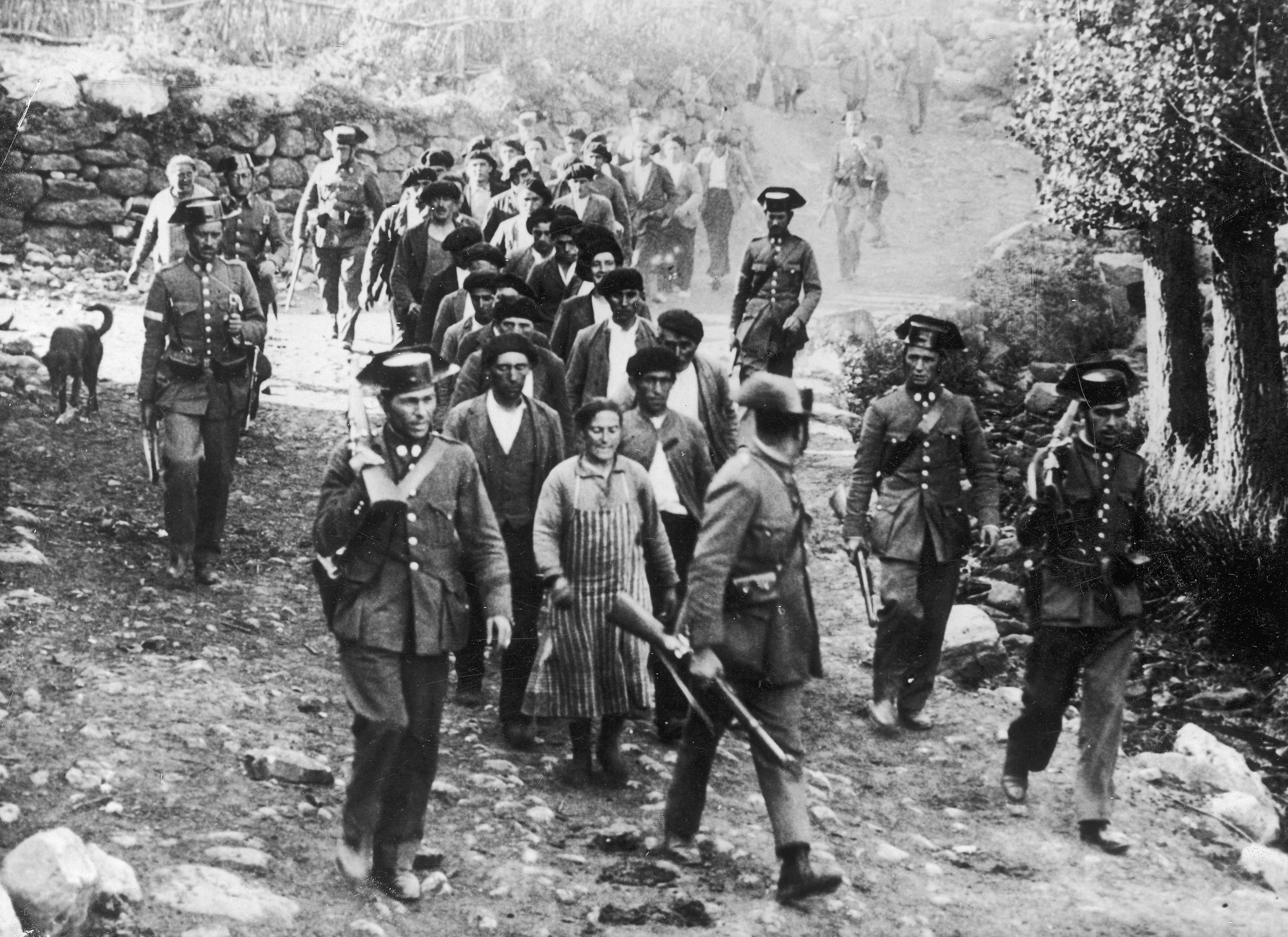
Mineros detenidos por la Guardia Civil en Brañosera, 1934.

Áreas controladas por los sublevados al inicio de la guerra.

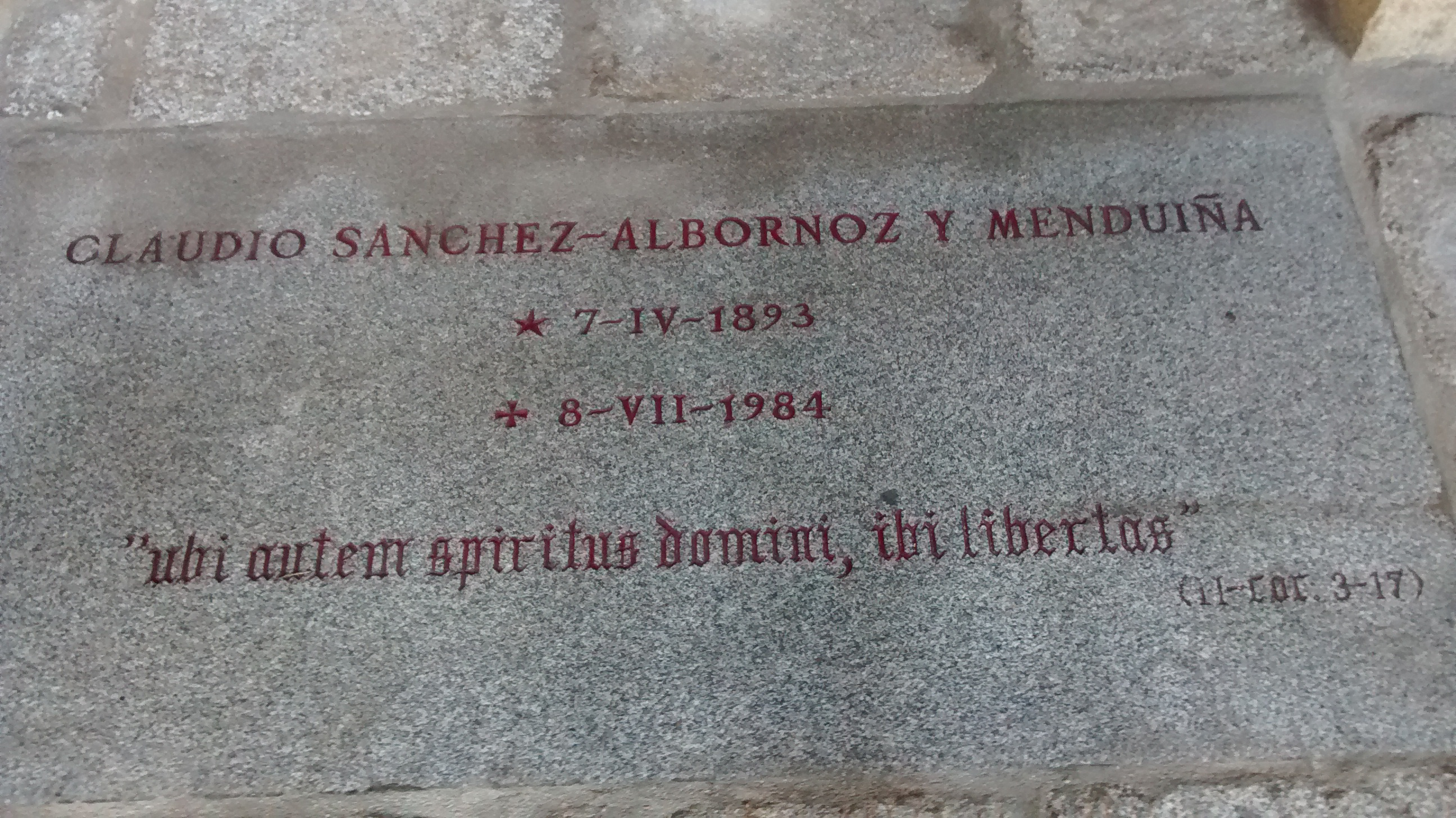
Tumba de Claudio Sánchez-Albornoz en la Catedral de Ávila, donde también se encuentra la de Adolfo Suárez.

El desarrollo de la Guerra Civil Española en Castilla y León ha sido poco estudiado. Si bien es cierto que en esta comunidad no hubo guerra propiamente dicha, ya que la mayor parte del territorio, con el apoyo mayoritario de la población, quedó bajo el control de los sublevados en unos pocos días a partir del golpe militar del 18 de julio de 1936 también ha existido desidia de historiadores y especialistas de la propia región que, salvo contadas excepciones, no han considerado relevante ni necesario su estudio. En la bibliografía existente se habla sobre todo de la guerra de columnas en la Sierra de Guadarrama y de la formación del Frente Norte. Castilla y León constituyó el germen y la sede del nuevo Estado español con la Junta de Defensa Nacional en Burgos, el Gobierno General en Valladolid y el Cuartel General del Generalísimo en Salamanca.
La guerra que tuvo lugar en Castilla y León entre 1936 y 1939 debe inscribirse en el contexto de la Guerra Civil Española (17-18 de julio de 1936 hasta 1 de abril de 1939) y que tuvo como origen un alzamiento militar contra el gobierno de la República Española que tenía como objetivo establecer una junta militar y suprimir el sistema parlamentario. Durante el verano de 1936 España quedó dividida en dos zonas. En la zona gubernamental, el Estado se desmoronó a causa del golpe sufrido y de la revolución social que se desencadenó. En la zona dominada por los rebeldes se impuso el estado de guerra bajo el férreo control de los jefes militares, y dio comienzo una fuerte represión. A partir de noviembre de 1936, cuando los rebeldes fueron incapaces de tomar Madrid, el golpe de Estado se convirtió en una guerra civil abierta entre el gobierno legítimo de la República Española y quienes querían derrocarlo para conformar un gobierno para un nuevo Estado (autodenominado Estado español), que acabó con la victoria de este último y supuso la instauración de una dictadura, con el general Francisco Franco como Jefe del Estado hasta su muerte en 1975.
En 1936, el territorio de la actual comunidad autónoma de Castilla y León se dividía en dos regiones: León y Castilla la Vieja. Las regiones no tenían entidad administrativa.
En el territorio actualmente denominado Castilla y León los sublevados no tuvieron ningún problema para hacerse rápidamente con el control de todas las provincias. Aunque bien es cierto que el alzamiento contó con el apoyo de grandes sectores de la población, lo más característico de la Guerra Civil en Castilla y León es la represión desencadenada por las nuevas autoridades, incluso en los lugares donde no hubo ninguna resistencia (que fueron la mayor parte del territorio), represión que se cebó especialmente con los miembros de las organizaciones integrantes del Frente Popular, los alcaldes y concejales de esas organizaciones, los dirigentes de las organizaciones sindicales (en especial las sociedades de obreros del campo), los maestros y los masones.

## Estatuto de Autonomía

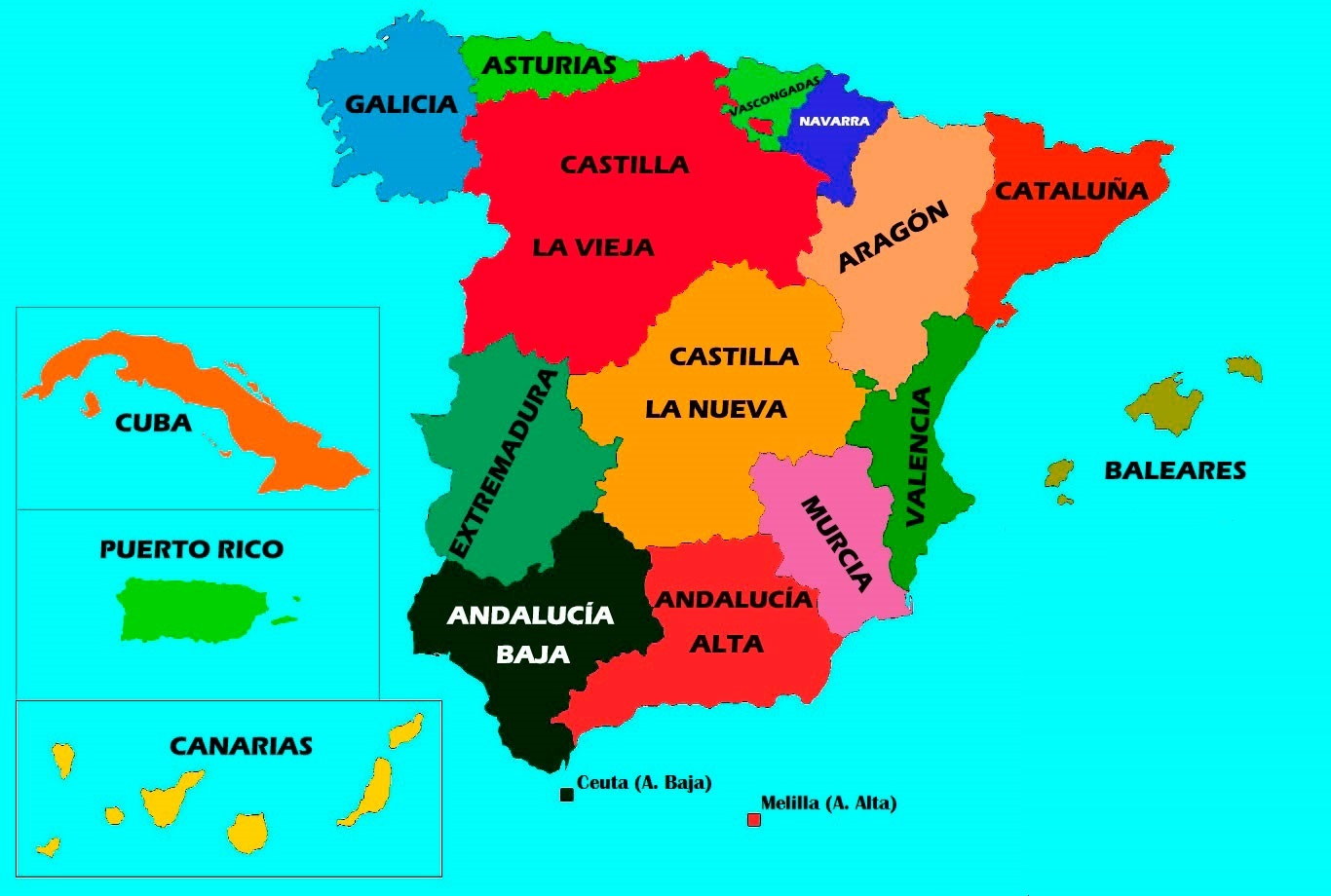
Proyecto de Constitución Federal Española de 1873.

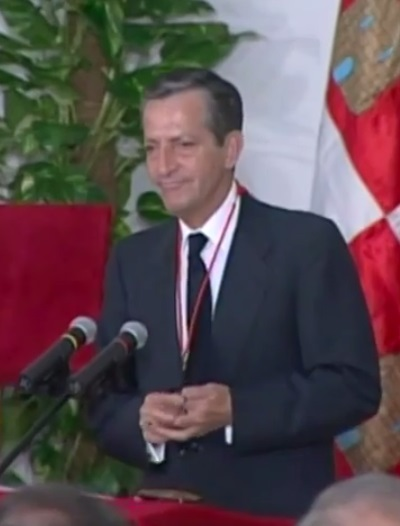
Adolfo Suárez recibiendo la Medalla de Oro de Castilla y León el 21 de marzo de 1997.

La comunidad autónoma de Castilla y León es el resultado de la unión en 1983 de nueve provincias: las tres que, tras la división territorial de 1833, por la que se crearon las provincias, se adscribieron a la Región de León y seis adscritas a Castilla la Vieja, exceptuando en este último caso las provincias de Santander (actual Comunidad Autónoma de Cantabria) y Logroño (actual Comunidad Autónoma de La Rioja).
En el caso de Cantabria se defendió la creación de una comunidad autónoma por motivos históricos, culturales y geográficos, mientras que en La Rioja el proceso resultó más complejo debido a la existencia de tres vías, fundamentadas tanto en motivos históricos como socioeconómicos: unión a Castilla y León (UCD), unión a una comunidad vasco-navarra (PSOE, PCE)[cita requerida] o creación de una autonomía uniprovincial, opción tomada ante el apoyo mayoritario de su población.
Tras la posguerra que siguió a la Guerra Civil Española (1936-1939), el medio rural de la actual Castilla y León experimentó una pérdida de habitantes como consecuencia de la emigración a las grandes ciudades (Madrid, Barcelona, Bilbao, etc.) o extranjero (Alemania, Francia, Suiza, entre otros). El surgimiento de un potente núcleo industrial en Valladolid, de la mano de la planta de automóviles Renault y del ingeniero Manuel Jiménez Alfaro, empujó industrialmente la región y mitigó la pérdida poblacional. No obstante, la dinámica actual sigue mostrándose preocupante en el conjunto de la comunidad, puesto que las tendencias generales continúan siendo a la despoblación, con la práctica excepción de Valladolid.

## Antecedentes de la autonomía

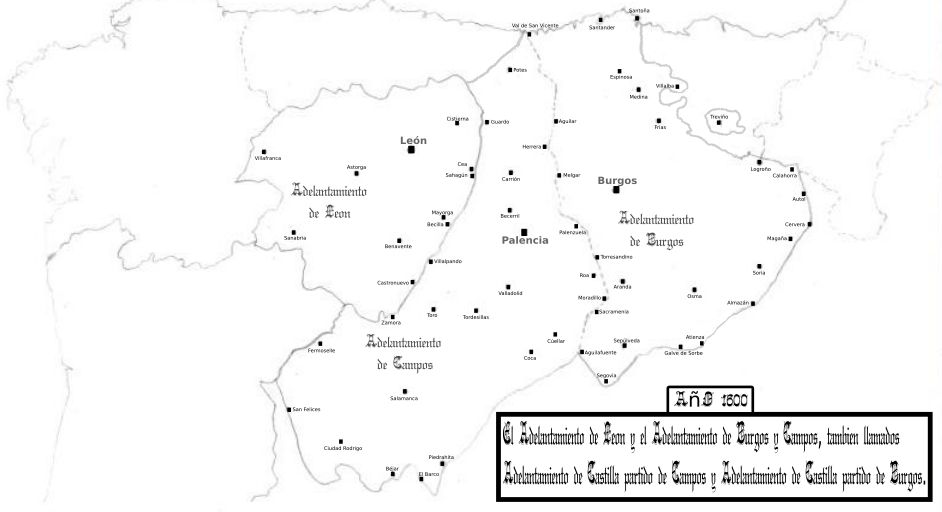
Adelantamientos de León, Castilla partido de Burgos y Castilla partido de Campos.

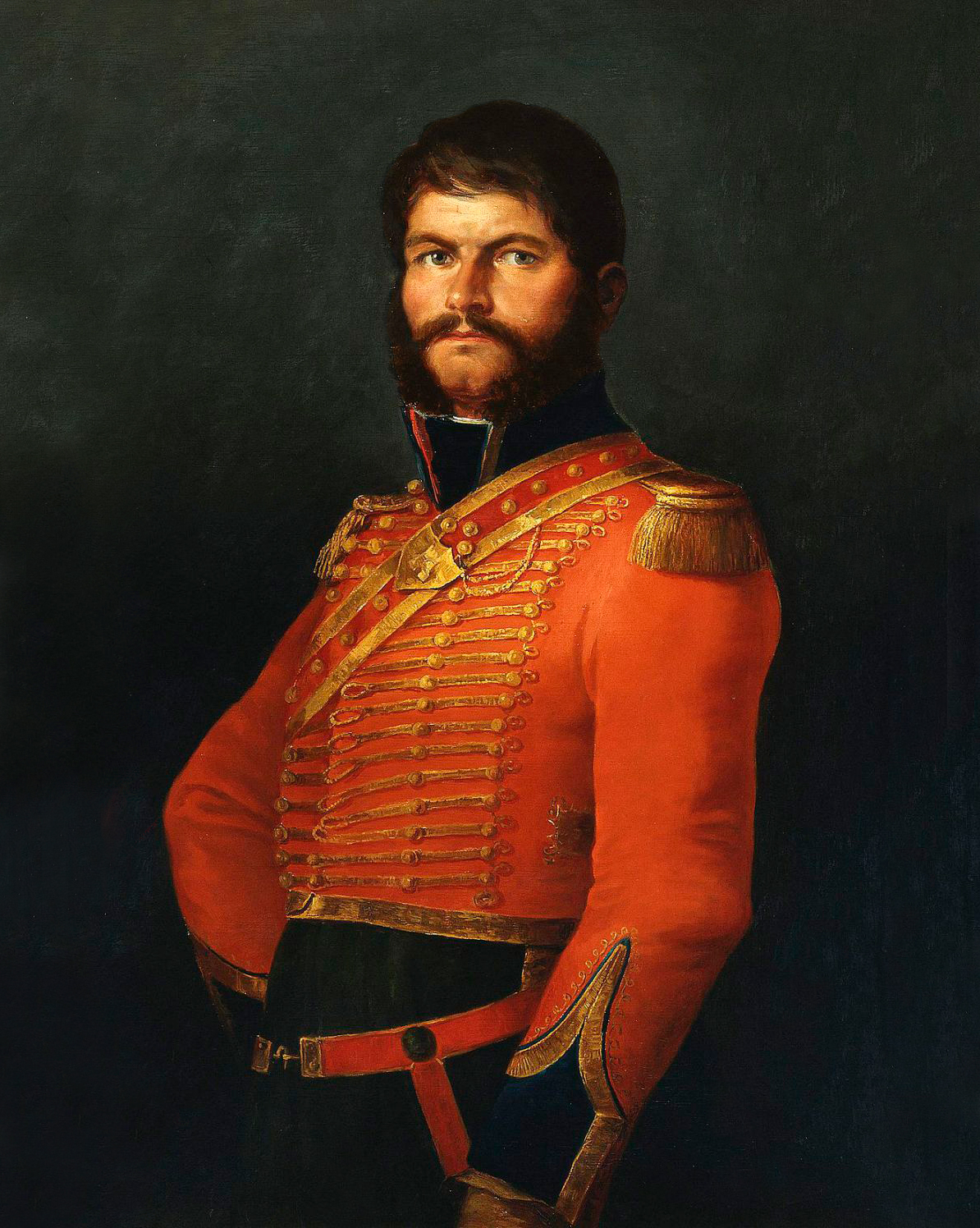
Juan Martín Díez «el Empecinado», héroe de la Guerra de la Independencia española.

En junio de 1978, Castilla y León obtuvo el régimen preautonómico (a finales de 1977 lo había obtenido Cataluña) por el Real Decreto Ley 20/1978, de 13 de junio.
En tiempos de la Primera República (1873–1874), los republicanos federales concibieron el proyecto de crear un único estado federado de once provincias en el valle del Duero español, que además hubiera comprendido las provincias de Santander y Logroño. Muy pocos años antes, en 1869, republicanos de las provincias que forman parte de la comunidad autónoma firmaron el Pacto Federal Castellano, en el que ya proyectaban la creación del estado federado de Castilla, pero con las provincias de la actual comunidad castellanoleonesa y las de Cantabria y La Rioja. El fin de la República, a principios de 1874, dio al traste la iniciativa.
En 1921, con motivo del cuarto centenario de la batalla de Villalar, el ayuntamiento de Santander abogó por la creación de una mancomunidad castellanoleonesa de once provincias. Idea que se mantendría en años posteriores.
A finales de 1931 y principios de 1932, desde León, Eugenio Merino elaboró un texto en el que ponía las bases de un regionalismo castellanoleonés. El texto se publicó en el Diario de León.
Durante la II República, sobre todo en 1936, hubo una gran actividad regionalista favorable a una región de once provincias, e incluso se llegaron a elaborar unas bases de estatuto de autonomía. El Diario de León abogó por la formalización de esta iniciativa y la constitución de una región autónoma con estas palabras: «unir en una personalidad a León y Castilla la Vieja en torno a la gran cuenca del Duero, sin caer ahora en rivalidades pueblerinas». Al final la guerra civil acabó con las aspiraciones de la autonomía para la región. El filósofo José Ortega y Gasset recogió dicho esquema en sus publicaciones.

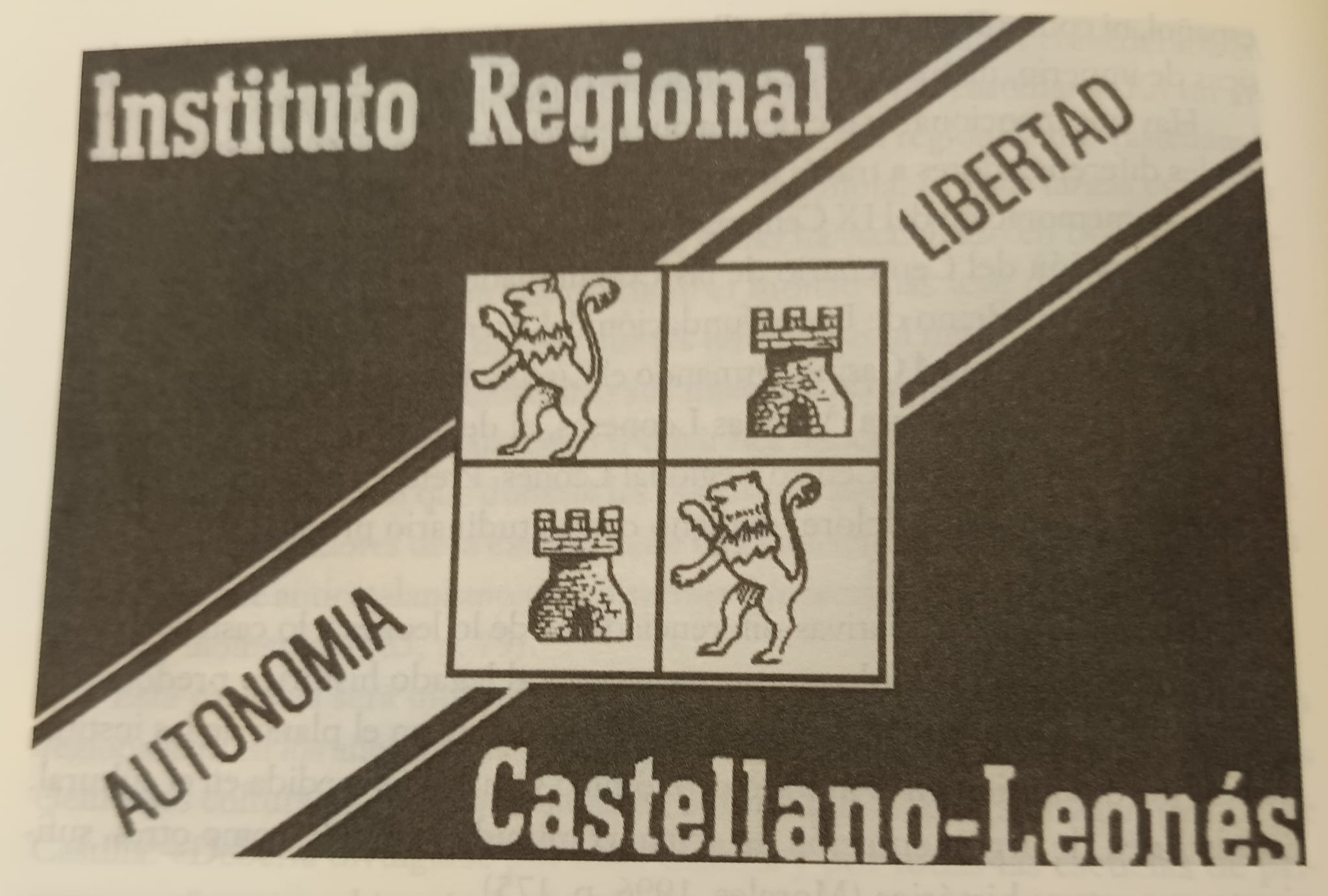
Instituto Regional Castellano-leonés (1976)

Tras la muerte del dictador Franco, surgieron organizaciones regionalistas, autonomistas y nacionalistas (regionalismo castellano-leonés y nacionalismo castellano) como Alianza Regional de Castilla y León (1975), Instituto Regional de Castilla y León (1976) o PANCAL (1977). Posteriormente tras la extinción de estas formaciones surgió en 1993 Unidad Regionalista de Castilla y León.

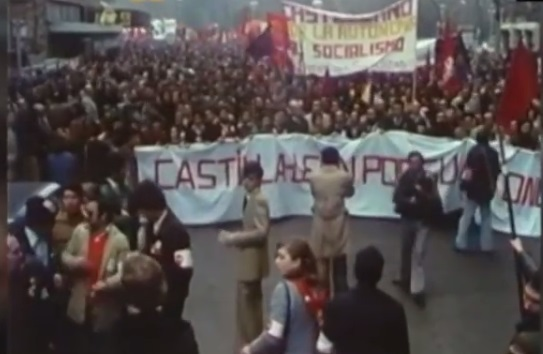
Manifestación de 1978 en Valladolid que demandaba un Estatuto de Autonomía para la región.

Paralelamente surgieron otras de carácter leonesista como Ciudadanos Zamoranos CC.ZZ.(1975), Grupo Regionalista Salmantino GRES(1976) y el Grupo Autonómico Leonés GAL (1978){las tres organizaciones formalizaron el MOVIMIENTO LEONESISTA ML-.-liderados por Francisco Iglesias Carreño, con la estrecha colaboración de Jaime Andrés Rodríguez}. 
El ML creó, a instancias de Iglesias Carreño, el Consejo General de las Comarcas del País Leonés, y estableció la Fiesta de Las Comarcas en Valorio los terceros domingos de mayo. 
Desde el ML se crea, como instrumento político, el PARTIDO REGIONALISTA DEL PAÍS LEONÉS PREPAL (1980), que propugnaban la creación de una Comunidad Autónoma Reino Leonés, integrada por las provincias de Salamanca, Zamora y León. 
El apoyo popular y político que mantuvo la autonomía REINO LEÓN SOLO se concretó en la manifestación, auspiciada por el PREPAL con carácter abierto, de 119.765 ciudadanos de las tres provincias leonesas, el día 4-5-1984.[cita requerida].
Tras la entrada en funcionamiento del órgano preautonómico castellanoleonés, a cuya creación contribuyó la Diputación Provincial de León en su acuerdo de 16 de abril de 1980, la misma institución leonesa revocó en 13 de enero de 1983 su primigenio acuerdo, justo cuando el proyecto de Ley Orgánica entraba en el parlamento existencia de acuerdos contradictorios y cuál era el válido fue resuelta por el Tribunal Constitucional en la Sentencia 89/1984 de 28 de septiembre en su fundamento de derecho declara que el sujeto del proceso no está integrado ya, como en su fase de impulsión preliminar, por las Diputaciones y Municipios, sino que es un nuevo órgano que nace porque ya se ha manifestado la voluntad impulsora y que expresa ahora la del territorio en su conjunto; y esa voluntad ya tiene un objeto distinto, el régimen jurídico futuro del territorio que ya ha manifestado su voluntad de constituirse en Comunidad Autónoma mediante actos de iniciativa que ya han agotado sus efectos.
Coincidiendo con aquella sentencia, se produjeron en León diferentes manifestaciones, algunas numerosas, a favor de la opción León solo, que según algunas fuentes congregó a un número cercano a los 90.000 asistentes, siendo esta la mayor concentración celebrada en la ciudad en la Democracia hasta la posterior al 11-M

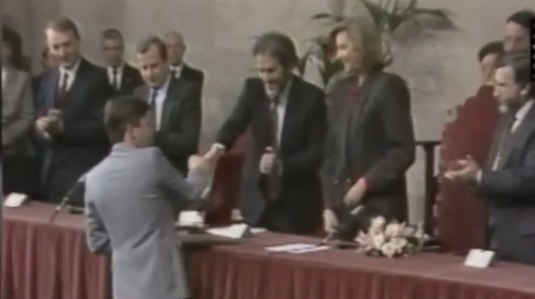
Demetrio Madrid, primer presidente autonómico, en la entrega de los Premios Castilla y León de 1985

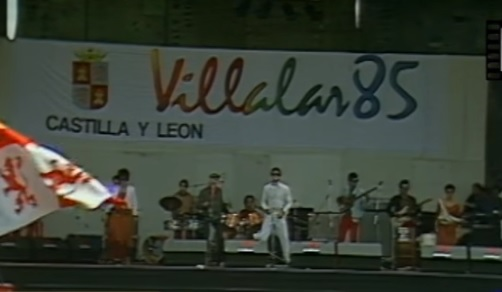
Celebración del Día de Villalar de 1985.

En acuerdo adoptado el 31 de julio de 1981 la Diputación Provincial de Segovia decide ejercitar la iniciativa para que Segovia pudiera constituirse en comunidad autónoma uniprovincial, pero en los municipios de la provincia la situación estaba igualada entre los partidarios de la autonomía uniprovincial o con el resto de Castilla y León. El Ayuntamiento de Cuéllar inicialmente se adhirió a esta iniciativa autonómica en acuerdo adoptado por la corporación el 5 de octubre de 1981. Sin embargo otro acuerdo adoptado por la misma corporación con fecha 3 de diciembre del mismo año revocó el anterior y el proceso quedó paralizado a la espera de la tramitación de un recurso interpuesto por la diputación provincial contra este último acuerdo este cambio de opinión del Ayuntamiento de Cuéllar inclinó la balanza en la provincia hacía la autonomía con el resto de Castilla y León, pero fue un acuerdo que llegó fuera de plazo. Finalmente la provincia de Segovia se incorporó a Castilla y León junto con las otras ocho provincias y se dio cobertura legal mediante la Ley Orgánica 5/1983 por «motivos de interés nacional», según prevé el artículo 144 c) de la Constitución Española para aquellas provincias que no hayan ejercido su derecho a tiempo.
Hoy en día, la Fundación Villalar se encarga la realización de actividades culturales sobre el arte, la cultura o las señas de identidad de Castilla y León.
La Comunidad concede cada año, con ocasión de la Fiesta de la Comunidad el 23 de abril, los Premios Castilla y León a los castellanoleoneses destacados en las siguientes áreas: Artes, Valores Humanos, Investigación Científica, Ciencias Sociales, Restauración y Conservación, Medio Ambiente y Deportes.

## Reino de Castilla y Reino de León

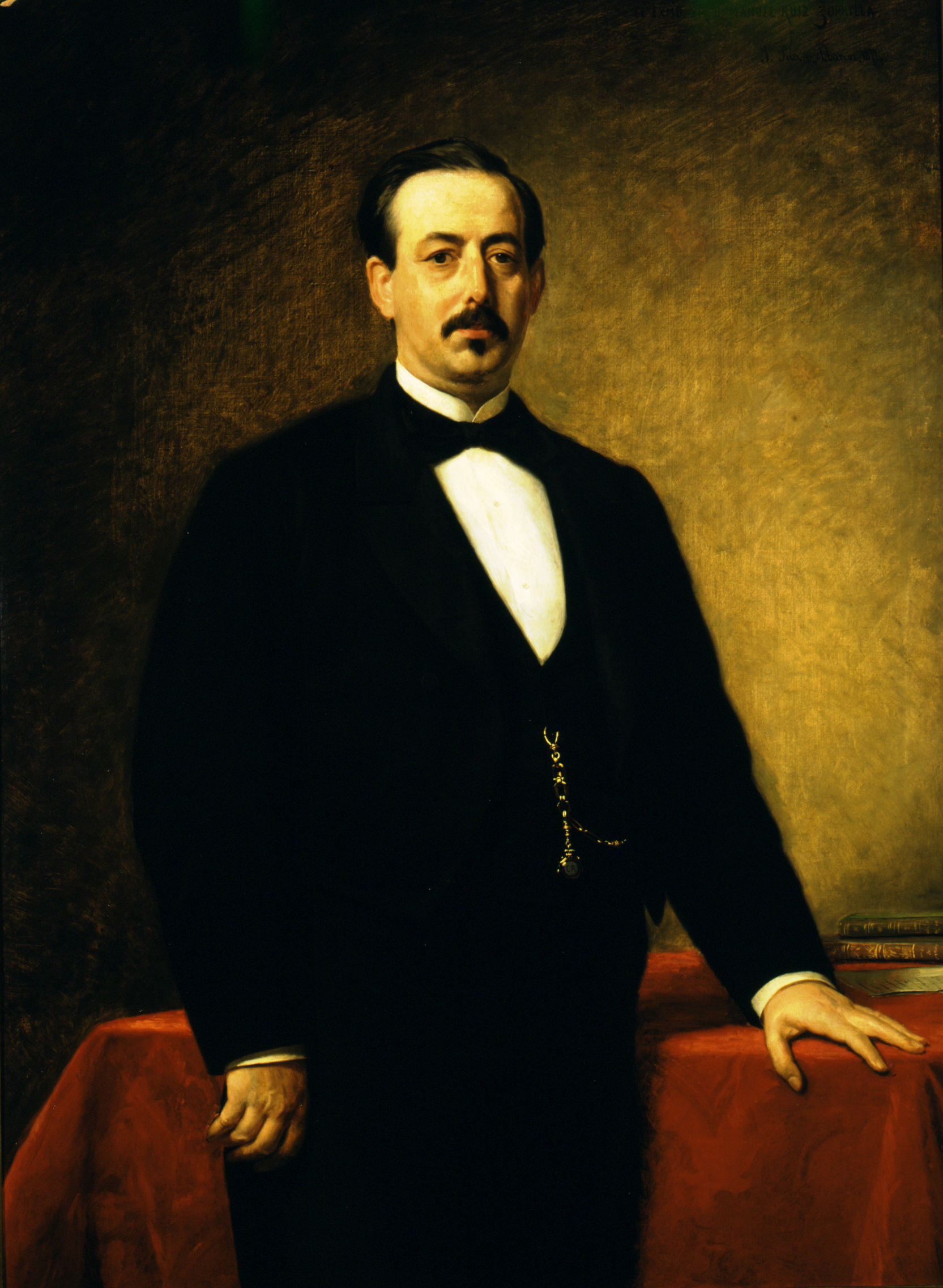
Manuel Ruiz Zorrilla, presidente del Gobierno de España durante el reinado de Amadeo I, evolucionó desde el monarquismo liberal-progresista e iberista hacia el federalismo republicano.

Castilla la Vieja es el nombre de una de las antiguas regiones históricas de España anteriores a la actual división en comunidades autónomas. Estaba ubicada en el antiguo Reino de Castilla, al norte del Sistema Central, conocida como la Merindad mayor de Castilla. El Reino de Castilla y el condado homónimo precedente cogen su nombre de Castella Vetula, la Castilla primigenia marca oriental del Reino de León. Es allí donde surge el romance castellano y las fazañas, derecho consuetudinario aplicado por los Jueces de Castilla. 
Posteriormente Fernán González unificará todos los condados de la marca oriental del Reino leonés bajo el nombre de Castilla, que es como se conocía el núcleo primigenio de la marca. El condado se convertirá en hereditario y se expandirá hacia la Extremadura castellana, donde se organizará en Comunidad de villa y tierra. Más adelante, se convertirá en Reino y conquistará, entre otras, la Taifa de Toledo, que más adelante se conocerá con el nombre de Castilla la Nueva. Por tanto, se conocerá con el nombre de Castilla la Vieja a lo que fue el Reino de Castilla o Merindad mayor de Castilla. 
Desde 1230, el Reino de León y el Reino de Castilla se unifican creando la Corona de Castilla junto a sus territorios dependientes (Galicia, Asturias, Toledo...). Dichos reinos habían sido rivales en la Reconquista, y su frontera estaba en Tierra de Campos. El Tratado de Tordehumos pacifica la zona y con Fernando III se unifican los reinos.
La unión de esta Corona con la de Aragón es la cristalización de España. De esta unión de los reinos de Castilla y León surge la historia compartida regional, cuyo ámbito territorial es principalmente la Meseta Norte de la Península ibérica.

### Ámbito territorial

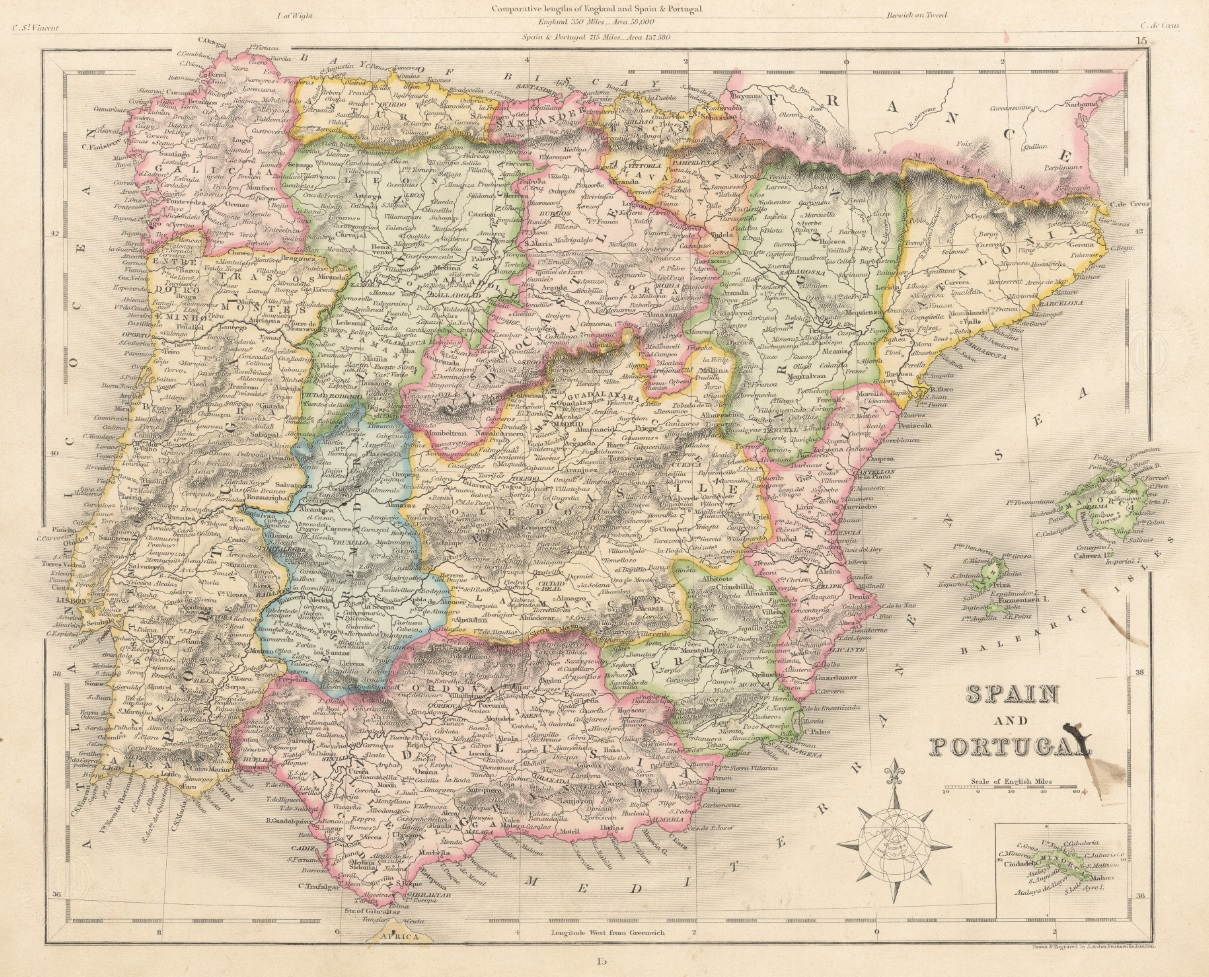
Mapa de 1841, realizado por J. Archer, que muestra para España la división territorial de Floridablanca.Valladolid y Palencia dentro de la Región de León.

Dependiendo del momento histórico estuvo constituida por las provincias de Ávila, Burgos, Logroño (desde 1980, La Rioja), Segovia, Soria y Santander (desde 1982, Cantabria), Palencia y Valladolid. Así la división territorial de España en provincias de 1833 establecía que «Castilla la Vieja se divide en ocho provincias, a saber: Burgos, Valladolid, Palencia, Ávila, Segovia, Soria, Logroño y Santander», si bien las regiones mencionadas en el Real Decreto de 30 de noviembre de 1833 por el que se creaban las provincias carecían de cualquier función jurisdiccional o administrativa, no existiendo ningún nivel administrativo superior al provincial. En el siglo XVIII, Carlos III asignaba al llamado reino de Castilla la Vieja las provincias de Burgos, Soria, Segovia, Ávila, Valladolid y Palencia (cuyos límites no coinciden con los actuales, ya que además en aquel entonces no existían ni la provincia de Santander (perteneciente en su mayor parte a la de Burgos y la de Toro) ni la provincia de Logroño (integrada casi por completo en las provincias de Soria y Burgos) y la franja norte de la actual provincia de Guadalajara estaba incluida en Soria; además las actuales comarcas toledanas de la Campana de Oropesa y la Sierra de San Vicente pertenecían a la provincia de Ávila. Las provincias de Valladolid y Palencia en ocasiones se han englobado dentro de la Región de León junto a las de Salamanca, Zamora y León.

### Castilla y León

Densidades de población en España por provincias en 1857. Presenta una distribución regional más equilibrada que la actual, con menos diferencias de población entre las zonas más pobladas y las que menos. Nótese la fuerte densidad demográfica de Galicia (superpoblamiento que dio lugar a emigraciones masivas), la relativamente importante de Castilla y León, y la tan sólo moderadamente elevada de Madrid.

Se dice que, con el Estatuto de Autonomía de Castilla y León en 1983, "Castilla la Vieja perdió buena parte de su identidad"[¿por quién?][¿dónde?], por una parte al integrarse políticamente junto con las provincias que se agrupaban en la región de León en un ente superior, y por otra al perder en favor de autonomías provinciales dos de sus componentes (Santander y Logroño), que pasaron a constituir las comunidades autónomas de Cantabria y La Rioja, respectivamente. Lo cierto es que desde la antropología se identifican relaciones etnográficas entre el Este y el Oeste de la comunidad de Castilla y León.[cita requerida]
Puesto que el habla montañesa, de zonas rurales de Cantabria, Montaña Palentina, Valle de Sotoscueva y pasiegos de Burgos, es una variante del astur-leonés, el astur-leonés no es históricamente un hecho diferencial entre Castilla la Vieja y León. [cita requerida]
La denominación Castilla la Nueva, para las tierras meridionales de Castilla, es contradistinta (referida a dos mitades de un todo) de Castilla la Vieja.